# Мечтах за Африка
„Мечтах за Африка“ (на английски: I Dreamed of Africa) е американски биографичен драматичен филм от 2000 г., режисиран от Хю Хъдсън, с участието на Ким Бейсингър в нейния първи филм от участието ѝ в „Поверително от Ел Ей“ през 1997 година. В него също играят Винсент Перес, Ева Мари Сейнт, Гарет Строммен, Лиам Айкен и Даниел Крейг. Филмът е базиран на автобиографичния роман със същото име от италианския писател Куки Галман, който се премества в Кения и се занимава с консервационни дейности. Прожектира се в секцията „Несигурен поглед“ на филмовия фестивал в Кан през 2000 г. Този филм е едновременно и търговски, и критичен провал.

## Сюжет
Куки Галман (Ким Бейсингър), разведена италианска социалистка, променя живота си след като преживява автомобилна катастрофа. Тя се жени за Паоло (Винсънт Перес), мъж, когото не познава добре и се премества с него и нейния млад син в Кения, където основават ранчо. Тя е изправена пред много проблеми, физически и емоционални, които ще я подложат на изпитание.

## Български дублажи
| Озвучаващи артисти | Христина Ибришимова |

| Озвучаващи артисти  | Йорданка Илова Таня Димитрова Петя Абаджиева Ивайло Велчев Силви Стоицов Светозар Кокаланов |
| Преводач            | Ирина Ценкова                                                                               |
| Тонрежисьор         | Димитър Кукушев                                                                             |
| Режисьор на дублажа | Димитър Кръстев                                                                             |